# 旺多姆广场

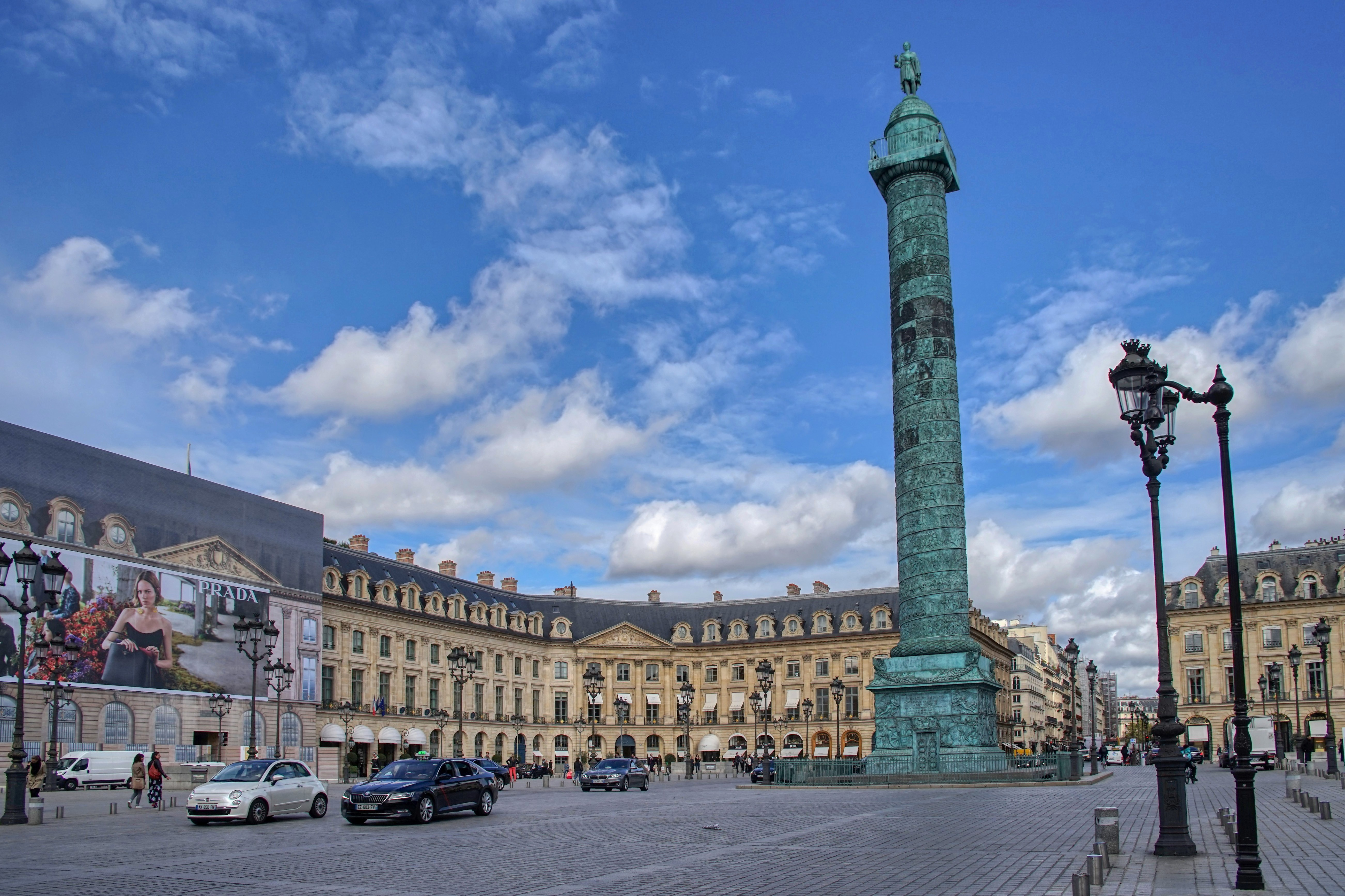
芳登廣場

旺多姆广场（法語：Place Vendôme）位于法国巴黎第一区，杜伊勒里宫以北，马德莱娜教堂以东。是和平街的起点。
广场中央的旺多姆广场柱由拿破仑·波拿巴下令建造，以纪念奥斯特利茨战役。